# 黃逸卿
黃逸卿（1976年11月12日—），臺灣新聞界人物，曾任中天新聞、TVBS主播與政治記者以及華視新聞記者、主播。

## 學歷
- 布里斯托大學國際關係所碩士
- 政治大學社會學研究所碩士
- 輔仁大學社會工作學系學士
- 景美女中

## 經歷
- 2011年榮獲第三屆星雲真善美傳播獎之潛力獎
- 中天新聞主播
- TVBS政治記者、主播
- 華視新聞記者、主播

## 曾主播過或主持過的節目
| 時間 | 頻道       | 節目               | 備註 |
|      | 華視       | 《華視新聞雜誌》   |      |
|      | TVBS新聞台 | 《整點新聞》       |      |
|      | 中天新聞台 | 《新台灣星光大道》 | 代班 |
|      | 中天新聞台 | 《中天午間新聞》   |      |
|      | 中天新聞台 | 《青年夢想家》     |      |
|      | 中天新聞台 | 《中天夜線新聞》   |      |
|      | 中天新聞台 | 《老總開講》       |      |
|      | 中天新聞台 | 《中天晚間新聞》   |      |

## 著作
| 書名                                                 | 年份   | 出版社       | ISBN               |
| 《我的新聞是這樣跑出來的：衝撞第一現場的理性與感性》 | 2014年 | 遠流出版公司 | ISBN 9789573274056 |

## 外部連結
- 黃逸卿的Facebook專頁
- 黃小卿的嘀咕手札－udn部落格